# Jožef Marušič
Jožef Marušič, slovenski rimskokatoliški duhovnik, * 2. oktober 1823, Štandrež, Avstrijsko cesarstvo, † 2. marec 1891, Gorica, Avstro-Ogrska.
Srednje šole in bogoslovje je obiskoval v Gorici. V duhovnika je bil posvečen 22. septembra 1849. Kot učitelj in župnijski upravitelj je najprej služboval v Šmarju pri Ajdovščini, nato ga je škof Franz Xavier Luschin poklical v Gorico, kjer je na Placuti nastopil službo kaplana. Leta 1857 je postal ravnatelj in katehet ljudskih šol v Gorici, odšel 1860 na Ogrsko in v Esztergomu prevzel mesto kaplana v zaporu in pri redovnicah Leopoldinkah ter se 1863 vrnil v Gorico, kjer je postal katehet na goriški gimnaziji, istočasno pa tudi profesor verouka in pedagogike v goriškem velikem semenišču. Zadnja leta je bil katehet na goriškem dekliškem učiteljišču. Umrl je kot častni kanonik v Gorici.